# Sonatine bourguignonne
Pour les articles homonymes, voir Sonatine (homonymie).
La Sonatine bourguignonne est une sonatine pour piano composée par Maurice Emmanuel en 1893. Publiée en 1923 par les éditions Heugel, il s'agit de la première d'une série de six.

## Composition
Maurice Emmanuel compose sa première Sonatine en 1893. La partition, dédiée au pianiste Isidor Philipp, est publiée en 1923 par les éditions Heugel.
Dans ses deux premières sonatines (avec la Sonatine pastorale de 1897), le compositeur « privilégie la concision : refusant les lourdes machines post-romantiques, il remploie une forme ancienne qui sera en vogue plus tard chez ses contemporains (Ravel, Busoni, Roussel, Koechlin, etc.) ».

## Structure
L'œuvre est en quatre mouvements :
1. Allegro con spirito ( = 110) en la majeur, à 
 ;
2. « Branle à la manière de Bourgogne » — Scherzando ( = 72) en ré mineur, à 
 ;
3. Andante simplice ( = 60) en la bémol majeur, à 
 ;
4. « Ronde à la manière morvandelle » — Giocoso ( = 116) en la majeur, à 
 et un rappel des carillons du premier mouvement à 
.

Maurice Emmanuel « adopte ici la veine populaire et révèle tout le parti qu'un moderniste peut en tirer. Le tout n'excède pas dix minutes, mais le langage, parfois époustouflant de modernité, est d'une grande densité et s'inscrit dans la lignée de la Sonate pour violoncelle de 1890 ».

## Analyse
Guy Sacre considère que la Sonatine bourguignonne « qui exalte le terroir, comme le feront les Trente Chansons bourguignonnes de 1913, est étonnamment neuve pour l'époque : la gamme par tons, les accords parallèles, la polymodalité, la polytonalité sont ici chose courante ; Debussy, l'exact contemporain d'Emmanuel, n'en est alors qu'à ses Arabesques… »

## Discographie
- Maurice Emmanuel, Les six sonatines – Marie-Catherine Girod (1986, Cybelia/Accord 476 165 8) (OCLC 494218315) ;
- Maurice Emmanuel, Les six sonatines – Peter Jacobs (en) (8-9 janvier 1987, Continuum CCD 1048 / Heritage HTGCD 157) (OCLC 931311852) ;
- Maurice Emmanuel, Les 6 sonatines – Laurent Wagschal (2013, Timpani 1C1194), (OCLC 951677307) ;
- Maurice Emmanuel, Les six sonatines pour piano – Patrick Hemmerlé (2021, Melism Records MLS-CD-018).

### Ouvrages généraux
- Alfred Cortot, La Musique française de piano, Paris, Presses Universitaires de France, coll. « Quadrige » (no 25), 1981 (1re éd. 1930–1932), 764 p. (ISBN 2-13-037278-3, OCLC 612162122, BNF 34666356), « Les six sonatines pour piano de Maurice Emmanuel », p. 453–482.
- Harry Halbreich et François-René Tranchefort (directeur), Guide de la musique de piano et de clavecin, Paris, Fayard, coll. « Les Indispensables de la musique », 1987, 870 p. (ISBN 978-2-213-01639-9, BNF 34978617), « Maurice Emmanuel », p. 346-348.
- Guy Sacre, La musique de piano : dictionnaire des compositeurs et des œuvres, vol. I (A-I), Paris, Robert Laffont, coll. « Bouquins », 1998, 1495 p. (ISBN 978-2-221-05017-0), « Maurice Emmanuel », p. 1050-1058.

### Monographies
- Christophe Corbier, Maurice Emmanuel, Paris, Bleu nuit éditeur, 2007, 176 p. (ISBN 2-913575-79-X).